# 가이단자이
가이단자이(광둥어: 雞蛋仔, 월병: gai1 daan6 zai2) 또는 에그 와플(영어: egg waffle)은 홍콩과 마카오에서 유명한 와플이자 팬케이크이다. 보통 맛을 위해 뜨겁게 먹으며 다른 음식을 곁들이지 않고 먹는 경우가 많다. 하지만 종종 에그 와플은 딸기, 코코넛, 초콜릿과 같은 단 음식과 함께 서빙된다.

## 준비
가이단자이는 달걀이 들어간 단 반죽으로 만들어진다. 이 반죽은 큰 번철에 구워지며 불이 타오르고 있는 뜨거운 석탄 위에서 구워진다. 둥그런 가이단자이 반죽은 곧 와플의 형태를 갖출 것이다. 달걀의 맛을 더 더해주기 위해서는 초콜릿, 녹차, 생강 등을 더해 주어도 좋다. 가이단자이에 쓰이는 대부분의 반죽은 퀵 브레드 반죽이지만 어떤 가이단자이는 효모가 들어간 발효 반죽을 쓰기도 한다. 가이단자이는 주로 뜨겁게 낸다.

## 같이 보기
- 와플
- 팬케이크
- 벨기에 와플